# Ван Янмін
Ван Янмін (王陽明, 31 жовтня 1472 — 9 січня 1529) — китайський філософ-неоконфуціанець, творець оригінальної філософської доктрини в руслі так званого вчення про серце (сінь-сюе 心学), письменник, військовий та державний діяч династії Мін.

## Життєпис
Народився у 1472 році у повіті Юйяо область Шаосін провінції Чжецзян. Походив із старовинного роду. Син Вана Хуа, впливового чиновника. Вивчав конфуціанство, даоську і буддистську класику, військове мистецтво. У 1492 році склав провінційні іспити, а у 1499 році склав імператорські іспити на вищий вчений ступінь цзіньши. Служив на посади виконавчого помічника по відомству суспільних робіт, відомству юстиції, керував провинційними іспитами в Шаньдуні.
У 1505 році виступив на захист репресованих чиновників, які протестували проти засилля кліки євнухів, був запроторений до в'язниці, підданий тілесному покаранню і засланий доглядачем поштової станції в далеку провінцію Ґуйчжоу. Після 1509 року почав успішну кар'єру, дослужився до посади військового міністра в Нанкіні (другий столиці), наприкінці життя був губернатором провінцій Ґуандун і Ґуансі. Уславився придушенням у 1517—1518 роках заколотів і повстань в провінціях Цзянсі, Ґуандун, Фуцзян завдяки військовим і соціально-політичним заходам. У 1519 році призначається губернатором провінції Цзянсі. Того ж року придушив заколот Чжу Ченхао, принца Ніна. Ван Янмін помер 9 січня 1529 року у місті Наньань (провінція Цзянсі).
Після смерті був обмовлений, на його вчення накладено заборону. Реабілітований у 1567 році з присвоєнням вищого титулу маркіза (хоу) Сіньцзянського і почесного посмертного імені Веньчен-гуна (герцога Культурної Досконалості). Канонізація завершилася у 1584 році встановленням таблички з його ім'ям у храмі Конфуція.

## Філософія
Ідеї Ван Янміна відрізняє спадкоємний зв'язок з вченням Лу Цзююаня, основоположника вчення про серце. Зокрема, Ван Янмін теж бачив в конфуціанських канонах не більше ніж зразкові матеріальні свідчення абсолютних істин і цінностей, укладених в душі кожної людини. Втім сам Ван Янмін був схильний підкреслювати свій ідейний зв'язок із загальновизнаним вченням головного опонента Лу Цзююаня — Чжу Сі. Для цього він намагався довести, що перед смертю Чжу Сі радикально змінив свої погляди, зокрема став віддавати перевагу внутрішньому вдосконаленню перед накопиченням «зовнішніх» знань. У ранній період творчості Ван Янмін прагнув до практичного здійснення тези про «вивірені речі» (ге у) відносно об'єктивної реальності. Згодом він дав теоретичне обґрунтування спрямованості цього прагнення на суб'єктивну реальність: «вивіряти речі» слід у власному «серці» (сінь). Ця теоретична теза був збагачений висновком, отриманим Ван Янміном в результаті «раптового просвітлення» — осяяння в одну з ночей 1508 року: «серце і є принцип» (сінь цзилі), тобто лі — структуроутворююча початку всього сутнього — початково присутня у психіці. «Принципи», які повинні бути розкриті за допомогою «вивірених речей», слід шукати в самому суб'єкті, а не в не залежному від нього зовнішньому світі. Поняття лі встало у Ван Ян-міна в один ряд з етичними ідеалами «належної справедливості», «благонадійності» (сінь). Це положення Ван Янмін підкріплював авторитетом конфуціанських канонів, відповідним чином їх інтерпретуючи.
Специфічний елемент системи поглядів Ван Янміна — доктрина «співпадаючої єдності знання і дії» (чжисінхе і). Вона передбачає розуміння пізнавальних функцій як дій, або рухів, і тлумачення поведінки як прямої функції знання: знання є дія, але не навпаки. Ця доктрина, в свою чергу, визначає суть головної категорії вчення Ван Ян-міна — «благорозуміння» (лян чжи).
Гносеологічні погляди Ван Янміна знайшли вираз в «чотирьох постулатах» (си цзюй цзун чжи), сформульованих ним в бесіді з учнями на мосту Небесного джерела у 1527 році: «Відсутність і добра і зла — така сутність серця. Наявність добра і зла — такий рух помислів. Знання добра і зла — таке благорозуміння. Вчинення добра і усунення зла — такі вивірені речі». Ван Янмін, обґрунтовуючи єдність «субстанції і функції» (ти-юн), «руху і спокою» (дун — цзин), «непроявленого [духовного стану] і виявленого» (вей фа — і фа), робив висновок про необхідність активної практичної діяльності та згубність відходу від життя.
У відношенні до даосизму і буддизму Ван Янмін слідував поширеному в ті часи підходу, розглядаючи їх як щось єдине — «вчення двох родоначальників» (ерши чжисюе), Лао-цзи і Будди, що протистоїть конфуціанству — «вченням досконаломудрих» (шенжень чжисюе). З точки зору Ван Янміна, даосизм і буддизм об'єднує індивідуалістичний пафос: вони, гарні для особистого самовдосконалення, але не придатні для облаштування соціального життя.
Розвиток Ван Янміном ряду ідей Лу Цзююаня дало підставу для термінологічного по'єднання їх навчань: Лу [Цзююаня] — Ван [Янміна] школа (луван-сюепай). Її представників прийнято поділяти на сім регіональних угруповань. Найвизначнішими його учнями були Цянь Дехун, Ван Цзі. Вчення Ван Янміна ідейно домінувало в Китаї до середини XVII ст. Воно зробило сильний вплив на розвиток філософської думки в Кореї і особливо в Японії, де стало провідною філософською течією в період, що передував «революції Мейдзі» (1867—1868). У новітній час вплив ідей Ван Янміна мали Кан Ювей, Тань Ситун, Сунь Ятсен, Сюн Шили, Лян Шумін, Фен Юлань, Хе Лін. Останні десятиліття ідеологи нового конфуціанства (постнеоконфуціанства) за межами КНР його активно екуменізують за допомогою інтерпретації в категоріях західної філософії.

## Твори
Головні філософські твори — «Чуань сілу» («Нариси викладеного і сприйнятого»), «Тасюе вень» ("Питання до «Великого вчення»), «У цзін ішо» ("Власна думка про «П'ять канонів»), «Чжу-цзи ваньнянь дінлунь» («Положення, встановлені Чжу Сі наприкінці життя»)